# Prosper Perrin
Pour les articles homonymes, voir Perrin.
Prosper Perrin, né le 29 avril 1834 à Saint-Symphorien-sur-Coise et mort à Lyon le 2 août 1909 , est un architecte français.

## Biographie
Prosper Perrin étudie à l'école des beaux-arts de Lyon. Neveu par alliance de François Pascalon, il prend la direction de son atelier d'architecture à sa mort le 3 février 1860.
En 1864, il entre dans la Société Académique d'Architecture de Lyon.
Il est nommé vice-président de la Commission des Architectes-Conseil de la Ville de Lyon  pour la rénovation du quartier Grôlée, membre de la Commission des logements insalubres, membre de la Commission des salles de spectacles.

## Réalisations
Il réalise les travaux d'architecture suivants :
- 38 maisons à Lyon ;

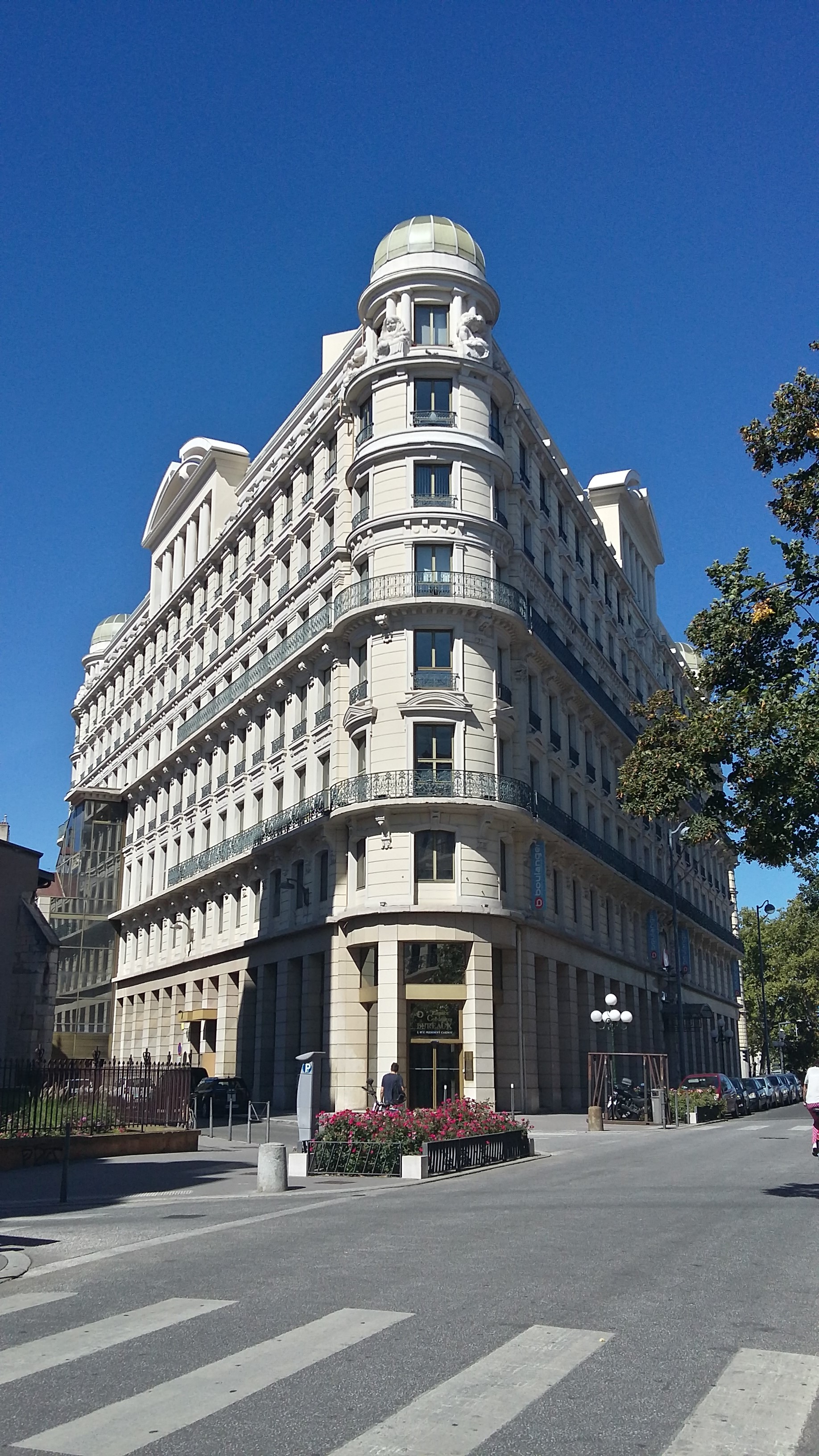
Anciennes Galeries Lafayette à Lyon.

- restauration de la chapelle du petit séminaire de Sainte-Foy-l'Argentière ;
- ancien immeuble des Galeries Lafayette à Lyon, place des Cordeliers (1894)[3] et accueillant aujourd'hui le magasin Boulanger
- groupe scolaire de la place Morel à Lyon ;
- collège Truffaut dans le quartier de la Croix-Rousse à Lyon[4] ;
- siège du journal Le Progrès, rue de la République à Lyon ;
- hôtel Le Royal, place Bellecour à Lyon[5] ;
- tombeau de Lucien Farnoux ( - 1893), directeur de la Société anonyme des carrières de Villebois[6], à Villebois ;
- tombeaux des familles Eymard et Lamy, du docteur Bonnet au cimetière de Loyasse ;
- chapelles Pauty et Ponçon au cimetière de la Guillotière.

## Projets urbanistiques
Il élabore en 1900 un projet d'urbanisme autour de la place du Pont dans le quartier de la Guillotière à Lyon mais ce projet, trop onéreux, est finalement rejeté.

## Distinctions
Il est fait officier de l'ordre impérial du Dragon de l'Annam le 25 mai 1895 et officier d'Académie le 27 février 1896.